# Stevnstrup
Stevnstrup er en by i Østjylland med 2.619 indbyggere  (2024), beliggende i Grensten Sogn. Den fungerede tidligere som stationsby mellem Randers og Langå. Stevnstrup ligger i dag i Randers Kommune og hører til Region Midtjylland.

## Natur
Byen ligger på nordsiden af Gudenå-dalen. Nordøst for Stevnstrup, på vejen ind til Randers, ligger Fladbro Skov med bl.a. en offentlig indhegning med dådyr. Fladbroskoven bruges flittigt af kondiløbere.

## Samfundsfaciliteter
- Dagligvarebutik
- Døgntank
- Smed
- Fitnesscenter
- Hæveautomat
- Vinhandel
- Rideskole
- Frisør
- Tømrer
- Folkeskole fra 0. til 9. klasse
- 2 børnehaver
- Dagpleje
- 2 vuggestuer
- SFO
- FDF
- Sportsforeninger:
  - Fodbold
  - Håndbold
  - Badminton
  - Gymnastik
  - Tennis og beachvolley
  - Rideklub

Inden Kommunalreformen (2007) lå Stevnstrup i Langå Kommune. I dag er postnummeret det samme som Langås. Stevnstrup var tidligere under Langå Kommune den næststørste by.
Stevnstrup Forsamlingshus har plads til 120 gæster.

## Stevnstrup Station
Stevnstrup havde mellem 1962 til 1972 en station på den nuværende Aarhus-Randers-bane. 